# 史书娥
史书娥（1963年11月—2016年12月13日），河北清河人，汉族，中华人民共和国政治人物、第十二届全国人民代表大会河北地区代表。
毕业于中央党校成教学院，加入九三学社，担任邢台市政协副主席。2008年当选十一届全国人大代表。2013年，再任全国人大代表。2016年12月13日，因病医治无效在邢台逝世。